# Ксантенские анналы
Ксанте́нские анна́лы (лат. Annales Xantenses) — раннесредневековые франкские латиноязычные анналы, описывающие историю Франкского государства с 790 по 873 год. Получили своё название по городу Ксантену, разграбление которого викингами в 864 году автор анналов описал как очевидец событий.

## Рукописи

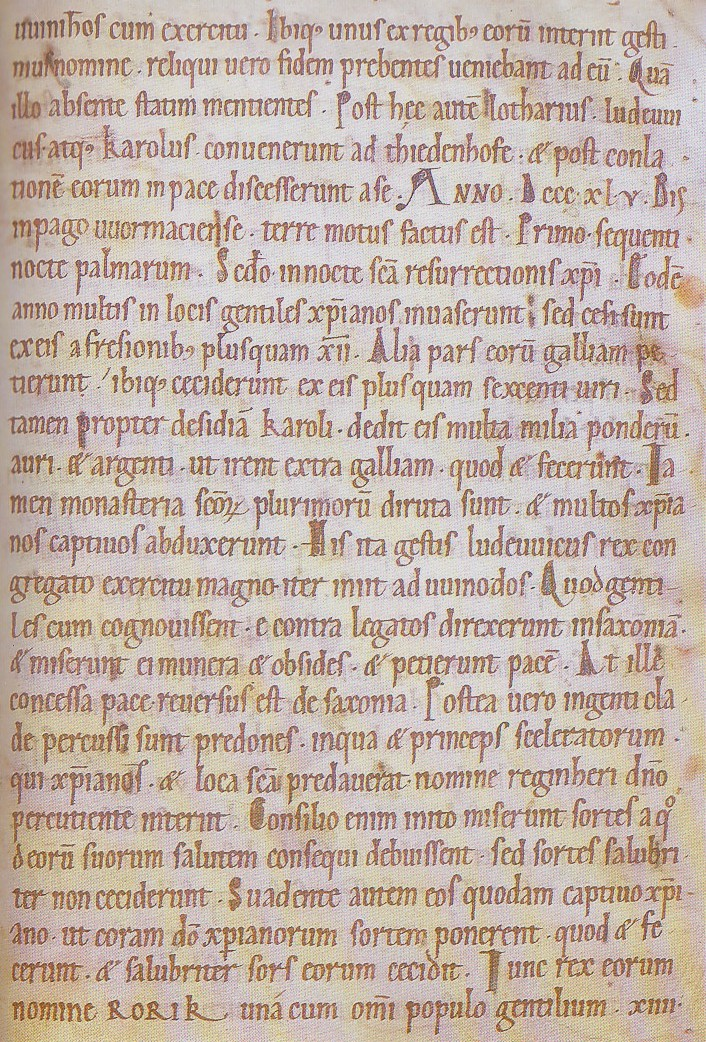
Лист из «Codex Cotton Tiberius CXI»

«Ксантенские анналы» сохранились в трёх рукописях. Старейшая из них — кодекс «Tiberius CXI» из Коттоновской коллекции Британской библиотеки в Лондоне. Этот кодекс составлен в XV веке в Утрехте из остатков различных, возможно, уже сильно повреждённых к тому времени рукописей, и содержит материалы исторического характера. Кроме «Ксантенских анналов», в рукописи находятся также «Жизнь Карла Великого» Эйнхарда, хроника Регинона Прюмского и другие сочинения. На основе данных палеографии делается вывод, что дошедший до нас текст «Ксантенских анналов» датируется XI веком.
Остальные две рукописи, содержащие эти анналы, использовали как протограф текст из коттоновского кодекса. Широкую известность Ксантенские анналы получили в 1829 году после их опубликования в Monumenta Germaniae Historica.

## Описание

### Ранние записи
«Ксантенские анналы», содержащиеся в коттоновской рукописи, предваряют краткие заметки, описывающие события 640—789 годов. Они составлены в XII веке монахом из Эгмондского аббатства на основе сведений из «Анналов святого Максимина Трирского».

### Первый автор
Собственно «Ксантенские анналы» начинаются с 790 года и записаны двумя авторами. Первый из них — Гервард Гендский, сначала библиотекарь императора Людовика I Благочестивого, а с 837 года монах Лоршского монастыря — описал события вплоть до 860 года. Заметки о 790—829 годах очень кратки: до 797 года они также используют «Анналы святого Максимина», а за период 797—811 годов совпадают с «Анналами королевства франков». В описании событий до 829 года применяются и другие источники, в том числе, сочинение Тегана. В дальнейшем «Ксантенские анналы» становятся полностью самостоятельным сочинением, которое Гервард писал как современник происходивших событий.
Являясь сторонником Лотаря I, он в положительном свете характеризовал его правление, в то же время подвергая критике его противников, Людовика II Немецкого и Карла II Лысого. Главным интересом хрониста являлись события, происходившие во Фрисландии. С 852 года объём сообщений хроники резко уменьшается, что, вероятно, было связано с преклонным возрастом Герварда. С его смертью в 860 году ведение Ксантенских анналов было временно прекращено.
В этой части «Ксантенских анналов» находятся несколько уникальных свидетельств, отсутствующие в других каролингских анналах. Одним из таких сообщений являются данные о родственных связях Эммы Баварской, супруги короля Восточно-Франкского государства Людовика II Немецкого. Предполагается, что сведения о близкородственных связях между супругами, противоречащих тогдашним законам, сознательно игнорировались другими раннесредневековыми авторами.
Рассказ автора «Ксантенских анналов» о эпидемии 857 года, свидетелем которой он лично был — первое в западно-европейской средневековой историографии столько подробное описание эрготизма и одного из его симптомов — гангрены. Эпидемия 857 года приводится историками как доказательство низкой агрономической культуры в Каролингской Европе.
Возможно, неправильно понятые средневековыми читателями «Ксантенских анналов» записи о походе Карла Великого в Бретань в 786 году, могли способствовать появлению популярной во Франции легенды о завоевании этим монархом Британии.

### Второй автор
Около 870 года «Ксантенские анналы» были продолжены неизвестным по имени клириком из Кёльна. Он переработал записи Герварда за 852—860 годы, а затем описал события по 873 год включительно на основе личных наблюдений. Его интересовали, в первую очередь, события, связанные с его родным городом и близлежащими землями. Особое внимание уделено описанию роли архиепископа Кёльна Гюнтара в деле о разводе императора Лотаря II с Теутбергой. В отличие от Герварда Гендского, второй автор «Ксантенских анналов» являлся сторонником короля Людовика II Немецкого и интерпретировал описываемые им события с точки зрения интересов этого монарха.
Окончание «Ксантенских анналов» утрачено, поэтому неизвестно до какого года второй автор продолжил свои записи.

## Значение анналов
«Ксантенские анналы» являются ценным историческим источником, значительно дополняющим «Бертинские» и «Фульдские анналы» сведениями о действиях викингов во Фрисландии и Лотарингии, а также о борьбе Людовика II Немецкого и Карла II Лысого за наследство императора Лотаря II. Однако, так как «Ксантенские анналы» были мало известны в Средневековье, приводимые ими данные позднейшими хронистами почти не использовались.
К «Ксантенским анналам» хронологически примыкают «Ведастинские анналы». Эти дополняющие друг друга анналы часто издают вместе.

## Издания
На латинским языке.
- Annales Xantenses. — Monumenta Germaniae Historica. Scriptores rerum Germanicarum in usum scholarum. — Hannover & Leipsige: Impensis Bibliopolii Hahniani, 1909. — P. 1—33. — 96 p.

На русском языке.
- Ксантенские анналы // Историки эпохи Каролингов / пер. с лат. А. И. Сидорова. — М.: «Российская политическая энциклопедия» (РОССПЭН), 1999. — С. 143—160. — 287 с. — 1000 экз. — ISBN 5-86004-160-8.